# Wanda (Minnesota)
Wanda es una ciudad ubicada en el condado de Redwood en el estado estadounidense de Minnesota. En el Censo de 2010 tenía una población de 84 habitantes y una densidad poblacional de 124,74 personas por km².

## Geografía
Wanda se encuentra ubicada en las coordenadas 44°18′48″N 95°12′49″O / 44.31333, -95.21361. Según la Oficina del Censo de los Estados Unidos, Wanda tiene una superficie total de 0.67 km², de la cual 0.67 km² corresponden a tierra firme y (1.15%) 0.01 km² es agua.

## Demografía
Según el censo de 2010, había 84 personas residiendo en Wanda. La densidad de población era de 124,74 hab./km². De los 84 habitantes, Wanda estaba compuesto por el 100% blancos, el 0% eran afroamericanos, el 0% eran amerindios, el 0% eran asiáticos, el 0% eran isleños del Pacífico, el 0% eran de otras razas y el 0% pertenecían a dos o más razas. Del total de la población el 0% eran hispanos o latinos de cualquier raza.